# Flavio Latino
Flavio Latino (Brescia, metà del III secolo – IV secolo) è stato un vescovo romano.

## Biografia
Nacque a Brescia nella metà del III secolo da un'illustre famiglia originaria del Lazio. Ricevette il battesimo, si sposò ed ebbe una figlia chiamata "Latinilla". Morta la moglie, fu ordinato sacerdote forse da San Viatore. Alla morte di questi, Flavio Latino fu chiamato a succedergli come vescovo di Brescia. Morì dopo circa tre anni di episcopato. Fu sepolto presso il luogo dove furono coronati i santi martiri Faustino e Giovita, nella chiesa di Sant'Afra.